# کامل مصطفی الشیبی
کامل مصطفی الشیبی (۶ آوریل ۱۹۲۷ – ۱۴ سپتامبر ۲۰۰۶) استاد فلسفهٔ دانشگاه بغداد اهل عراق بود. او از دانشگاه کمبریج انگلستان فارغ‌التحصیل شده بود و رسالهٔ دکترایش در کتابی با نام الصلة بین التصوف و التشیع در ۱۹۶۳ چاپ شد. دو کتاب معروف از او همبستگی میان تصوف و تشیع و تشیع و تصوف تا آغاز سدهٔ دوازدهم هجری است. خلاصه‌ای از کتاب اول توسط علی‌اکبر شهابی در سال ۱۳۵۴ ترجمه و توسط انتشارات دانشگاه تهران چاپ شد. کتاب دوم را علیرضا ذکاوتی قراگوزلو در سال ۱۳۵۹ ترجمه و توسط انتشارات امیرکبیر چاپ کرد.